# Dagmar Lund
Dagmar Lund (Bergen,  26 oktober 1866 - onbekend) was een Noors zangeres. Ze groeide op in Bergen en deels ook in Tromsø waar haar vader postmeester was. Ze was de dochter van James Smith Lund en zijn tweede vrouw Ingeborg Benedicta Riis. Haar broer Chistian Lund was raadsman.
In 1901 en 1902 kreeg ze een kleine staatstoelage (750 kroon). Haar muzikale opleiding kreeg ze onder meer in Parijs bij Pauline Viardot-Garcia en  Désirée Artôt. Ze hield zich enige tijd op in Londen, maar ook in Nederland. Op 5 oktober 1905 zong ze in het Amsterdamse Concertgebouw onder leiding van Willem Mengelberg Zes liederen met orkest van Edward Grieg. In juni van datzelfde jaar had ze een rol van bloemenmeisje gezongen in Parsival van Richard Wagner, eveneens te Amsterdam, maar toen onder leiding van Henri Viotta. In de jaren volgend op Parijs en Amsterdam gaf ze les en concerten in onder meer Trondheim. Nadat ze in de jaren 10 van de 20e eeuw regelmatig op de podia stond, verdween ze in 1918 geheel uit zicht en werd niets meer van haar vermomen.